# Wilhelm Niessner
Wilhelm Niessner (21. září 1873 Nové Hvězdlice – 14. května 1953 Brno) ,byl rakousko-uherský a československý novinář a politik německé národnosti, meziválečný senátor Národního shromáždění.

## Biografie
Vystudoval národní a měšťanskou školu. Politicky aktivní byl již za Rakouska-Uherska, od roku 1888 v rakouské sociální demokracii. V letech 1905–1922 zasedal v obecním zastupitelstvu v Brně. Roku 1912 byl delegátem na kongresu druhé internacionály v Basileji.
Ve volbách do Říšské rady roku 1907 se jako člen Sociálně demokratické strany Rakouska stal poslancem Říšské rady (celostátní parlament), kam byl zvolen za německý okrsek Morava 09 (městský obvod Nový Jičín). Usedl do poslanecké frakce Klub německých sociálních demokratů. Ve vídeňském parlamentu setrval do konce funkčního období sněmovny, tedy do roku 1911. Působil jako novinář, šéfredaktor listu Sozialdemokrat.
V zemských volbách roku 1913 byl zvolen na Moravský zemský sněm za všeobecnou německou kurii, obvod Šumperk, Šilperk, Rýmařov atd. Zemským poslancem byl až do roku 1918.
Politice se věnoval i po vzniku Československa. V letech 1919–1921 byl členem kontrolní komise DSAP a v období let 1927–1930 byl členem výkonného výboru strany. Od roku 1921 až do března 1938 byl členem předsednictva DSAP. V parlamentních volbách v roce 1920 získal za Německou sociálně demokratickou stranu dělnickou v ČSR (DSAP) senátorské křeslo v československém Národním shromáždění. Mandát obhájil v parlamentních volbách v roce 1925, parlamentních volbách v roce 1929 a parlamentních volbách v roce 1935. V letech 1920-1929 zastával funkci místopředsedy senátu. Na post senátora rezignoval roku 1936. Místo něj jako náhradník nastoupil Mathias Wellan.
Profesí byl šéfredaktorem v Brně.
Patřil mezi demokraticky orientované představitele Sudetských Němců. V roce 1945 působil ve výborech, které sdružovaly etnické Němce z českých zemí se statusem antifašistů. V roce 1945 také zaslal československým úřadům memorandum, ve kterém protestuje proti způsobu provádění vysídlení Němců z Československa. V prosinci 1945 byl pozván na audienci k prezidentovi Edvardu Benešovi. Poslední roky svého života strávil v Brně, kde žil ve velmi skromných poměrech.